# Ed Barrow
Edward Grant Barrow (Springfield, 10 aprile 1868 – Port Chester, 15 dicembre 1953) è stato un dirigente sportivo statunitense per i New York Yankees nella Major League Baseball (MLB). È stato inserito nella National Baseball Hall of Fame nel 1953.

## Carriera
Barrow fu field manager dei Detroit Tigers e dei Boston Red Sox. Fu business manager (de facto general manager) dei New York Yankees dal 1921 al 1939 e presidente della squadra dal 1939 al 1945 ed è accreditato per avere costruito la dinastia degli Yankees.
Nato in un carro coperto a Springfield, Illinois, Barrow lavorò come giornalista e venditore di sapone prima di entrare nel business del baseball vendendo agevolazioni alle partite. Da lì in poi, Barrow acquistò squadre delle minor league baseball, di cui fu anche manager, e fu presidente della Atlantic League. Dopo essere stato manager dei Tigers nel 1903 e 1904 e avere fatto ritorno nelle minor leagues, Barrow si disamorò del baseball, lasciando lo sport per gestire un hotel.
Barrow fece ritorno al baseball nel 1910 come presidente della Eastern League. Dopo sette anni, Barrow divenne manager dei Red Sox dal 1918 al 1920, guidando la squadra alla vittoria delle World Series del 1918. Quando il proprietario dei Red Sox Harry Frazee iniziò a vendere le sue stelle, a partire da Babe Ruth, Barrow si unì agli Yankees. Durante il quarto di secolo come loro direttore delle operazioni, gli Yankees conquistarono 14 volte il pennant dell'American League e dieci titoli delle World Series.